# 康塞桑
康塞桑是巴西帕拉伊巴州的一个市镇。总面积579.432平方公里，总人口17017人，人口密度29.4人/平方公里。